# Bishop Hill
Ne pas confondre avec la ville située dans le Texas, Bishop Hills.
Bishop Hill est un village du comté de Henry, dans l'Illinois, aux États-Unis. Il est incorporé le 23 juin 1893. Lors du recensement de 2010, la ville comptait une population de 128 habitants.

## Source de la traduction
- (en) Cet article est partiellement ou en totalité issu de l’article de Wikipédia en anglais intitulé « Bishop Hill, Illinois » (voir la liste des auteurs).